# District de Brioude
Le district de Brioude est une ancienne division territoriale française du département de la Haute-Loire de 1790 à 1795.
Il était composé des cantons de Brioude, Auzon, Blesle, la Chaise Dieu, Langeac, Lempde, Paulhiaguet et la Voutte.